# Ribarska mreža
Ribarska mreža je mreža izrađena u svrhu ribolova, odnosno lova na jastoge, škampe i rakove. Izrađuje se od relativno tankih vlakana koja su povezana čvorovima. Niti mreže mogu biti od vune, svile ili najlona. Ribarske mreže se obično koriste u komercijalnom, a vrlo rijetko u športskom, odnosno rekreativnom ribolovu.
Postoje različite vrste ribarskih mreža, koje su podijeljene na osnovu razmaka između čvorova ili načina na koji se hvata određena vrsta ribe u zavisnosti od njene veličine.